# Лісіни (гміна Цекцин)
Лісіни (пол. Lisiny) — село в Польщі, у гміні Цекцин Тухольського повіту Куявсько-Поморського воєводства.
Населення — 59 осіб (2011).

## Демографія
Демографічна структура станом на 31 березня 2011 року:
|          | Загалом | Допрацездатний вік | Працездатний вік | Постпрацездатний вік |
| -------- | ------- | ------------------ | ---------------- | -------------------- |
| Чоловіки | 33      | 2                  | 28               | 3                    |
| Жінки    | 26      | 5                  | 13               | 8                    |
| Разом    | 59      | 7                  | 41               | 11                   |